# Karma (vyhledávač)
Karma je webový vyhledávač z Francie, který vznikl v roce 2020. Je možné použít jej jako vyhledávač, nebo jako rozšíření do prohlížeče. Funguje na stejném principu jako vyhledávač Ecosia či OcenHero, které za ukázání reklamy při vyhledávání dávají zisky z této reklamy na dobré účely, u Karmy jde o ochranu biologické rozmanitosti a o dobré životní podmínky zvířat.